# 28 czerwca
28 czerwca jest 179. (w latach przestępnych 180.) dniem w kalendarzu gregoriańskim. Do końca roku pozostaje 186 dni.

## Święta
- Imieniny obchodzą: Argymir, Ekard, Ekhard, Heraklides, Heron, Ireneusz, Jakert, Józef, Leon, Leona, Lubomir, Marcela, Paweł, Plutarch, Seren, Serena, Wincencja, Wincenta, Wincentyna i Zbrosław.
- Ukraina – Dzień Konstytucji
- Polska – Narodowy Dzień Pamięci Poznańskiego Czerwca 1956
- Wspomnienia i święta w Kościele katolickim[1][2] obchodzą:
  - św. Ireneusz z Lyonu (męczennik i ojciec Kościoła)
  - bł. Mikołaj Czarnecki (biskup)
  - św. Paweł I (papież)
  - św. Wincencja Gerosa (tercjarka franciszkańska)

## Wydarzenia w Polsce

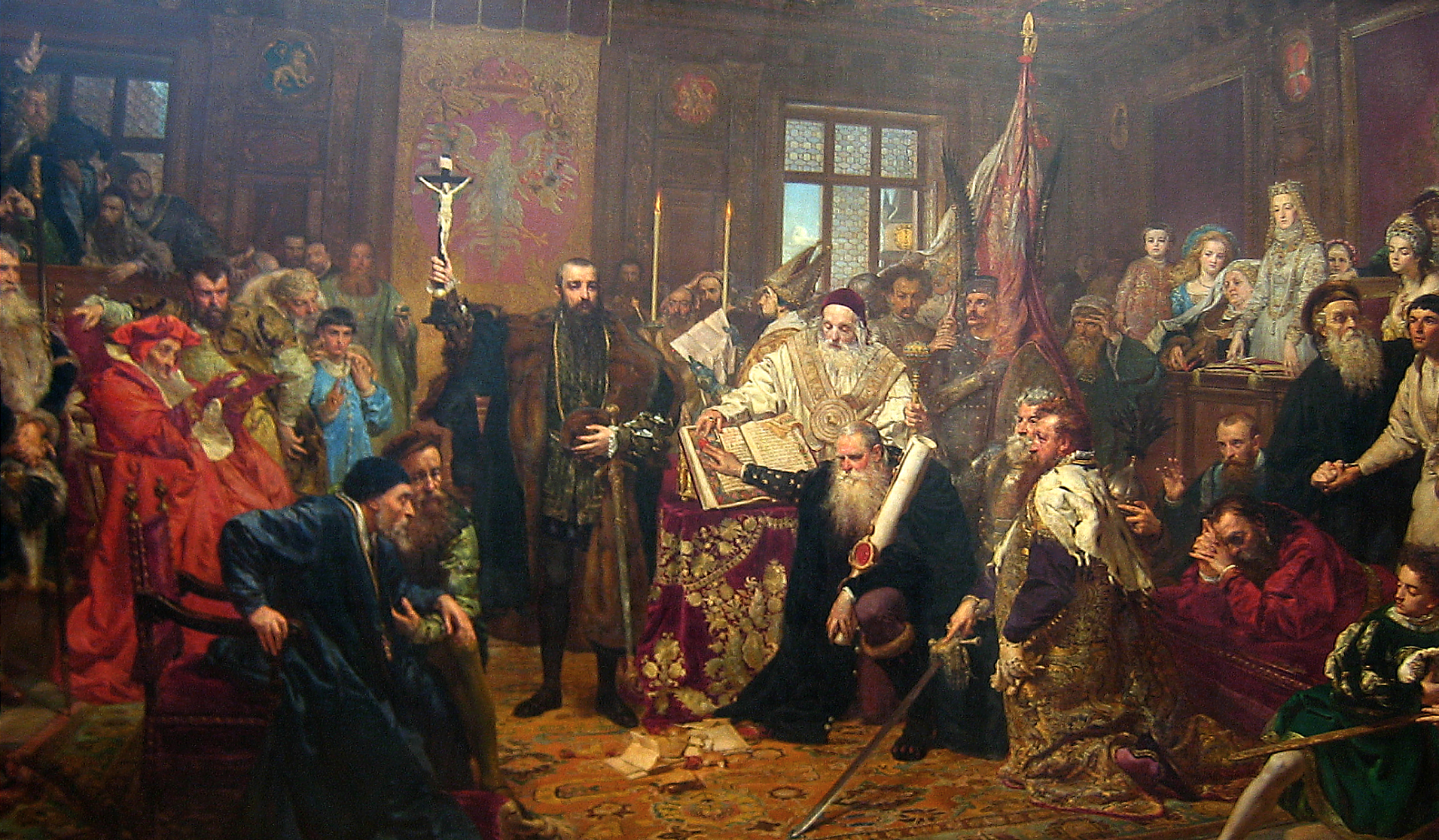
Jan Matejko, Unia lubelska

- 1569 – Zakończyły się negocjacje w sprawie Unii lubelskiej – porozumienia pomiędzy stanami Korony Królestwa Polskiego i Wielkiego Księstwa Litewskiego (podpisana została 1 lipca, a ostatecznie ratyfikowana przez króla Zygmunta II Augusta 4 lipca tego roku).
- 1651 – Powstanie Chmielnickiego: rozpoczęła się bitwa pod Beresteczkiem, jedna z największych bitew lądowych XVII wieku.
- 1656 – Potop szwedzki: królowa Ludwika Maria Gonzaga opuściła pół roku po swoim mężu Janie Kazimierzu zamek w Głogówku, gdzie od października poprzedniego roku przebywali wraz ze swym dworem na wygnaniu.
- 1657 – Potop szwedzki: wojska szwedzkie po krótkotrwałym oblężeniu zdobyły zamek w Złotowie oraz spaliły miasto.
- 1660 – IV wojna polsko-rosyjska: zwycięstwo wojsk polsko-litewskich w bitwie pod Połonką, które uratowało oblężone od trzech miesięcy Lachowicze.
- 1794:
  - Insurekcja kościuszkowska: mieszkańcy Warszawy wtargnęli do więzień skąd wywlekli i dokonali samosądów na pozostałych przy życiu przywódcach konfederacji targowickiej i osobach posądzanych o zdradę: biskupie wileńskim Ignacym Jakubie Massalskim, kasztelanie przemyskim Antonim Czetwertyńskim, pośle do Turcji Karolu Boscamp-Lasopolskim, szambelanie Stefanie Grabowskim, instygatorze koronnym Mateuszu Roguskim, szpiegu rosyjskim Marcelim Piętce, adwokacie Michale Wulfersie i instygatorze sądów kryminalnych Józefie Majewskim.
  - W Lipawie uroczyście ogłoszono akt rozpoczęcia powstania w Księstwie Kurlandzkim.
- 1797 – Kęty w Małopolsce zostały zniszczone niemal całkowicie przez pożar.
- 1800 – Chwaliszewo, Ostrówek i Śródka zostały przyłączone do Poznania.
- 1812:
  - Inwazja Napoleona na Rosję: zwycięstwa wojsk polsko-francuskich w bitwach pod Dziewałtowem i Rykontami.
  - Z polecenia Napoleona Bonapartego Sejm Księstwa Warszawskiego zawiązał Konfederację Generalną Królestwa Polskiego, która ogłosiła wskrzeszenie Polski i przyłączenie do niej prowincji zabranych.
- 1922 – Artur Śliwiński został premierem RP.
- 1924 – Rozporządzeniem prezydenta RP Stanisława Wojciechowskiego zostało powołane przedsiębiorstwo Polskie Lasy Państwowe.
- 1927 – Prochy Juliusza Słowackiego po przewiezieniu do Polski złożono w Krypcie Wieszczów w katedrze wawelskiej.
- 1928 – Kazimierz Bartel został po raz czwarty premierem RP.
- 1940 – W lesie pod wsią Olsztyn koło Częstochowy Niemcy rozstrzelali 14 polskich więźniów politycznych.
- 1943:
  - W odwecie za pomoc udzielaną Żydom niemiecka żandarmeria dokonała pacyfikacji wsi Cisie (powiat miński), w czasie której rozstrzelano 25 Polaków i 3 Żydów.
  - W Przemyślanach koło Lwowa Niemcy zlikwidowali filię obozu pracy w Kurowicach. Rozstrzelano 250 kobiet, 200 mężczyzn przeniesiono do Kurowic.
- 1945 – Powstał Tymczasowy Rząd Jedności Narodowej.
- 1946 – Wprowadzono podział administracyjny na 14 województw i miasta wydzielone: Łódź i Warszawę.
- 1950:
  - Sejm Ustawodawczy przyjął ustawę o powszechnej elektryfikacji wsi i osiedli.
  - Zainaugurowała działalność Opera Bałtycka w Gdańsku.
- 1953 – Założono Muzeum Marynarki Wojennej w Gdyni.
- 1956 – W Poznaniu doszło do protestów robotniczych znanych jako „Poznański Czerwiec”, krwawo stłumionych przez wojsko i milicję.
- 1959 – W rozegranym na Stadionie Śląskim w Chorzowie meczu eliminacyjnym do I Mistrzostw Europy w Piłce Nożnej Polska przegrała z Hiszpanią 2:4.
- 1972 – Papież Paweł VI wydał bullę Episcoporum Poloniae coetus, która normalizowała stosunki prawne między PRL a Watykanem oraz ustalała nowy kościelny podział administracyjny na Ziemiach Odzyskanych.
- 1974:
  - Premiera komedii filmowej Wiosna, panie sierżancie w reżyserii Tadeusza Chmielewskiego.
  - W KWK „Silesia” w Czechowicach-Dziedzicach doszło do wybuchu i tąpnięcia, w wyniku czego zginęło 32 górników.
  - W Poznaniu oddano do użytku halę widowiskowo-sportową Arena.
- 1976 – Opuszczono banderę na okręcie muzeum niszczycielu ORP „Burza”.
- 1981 – W Poznaniu w 25. rocznicę Poznańskiego Czerwca '56 uroczyście odsłonięto Pomnik Ofiar Czerwca 1956.
- 1987 – Niszczyciel ORP „Błyskawica” jako jedyny polski okręt został udekorowany Krzyżem Złotym Orderu Wojennego Virtuti Militari.
- 1989 – Zarejestrowano Związek Piłsudczyków.
- 1993 – Premiera filmu Pograbek w reżyserii Jana Jakuba Kolskiego.
- 1999 – Michał Listkiewicz został prezesem PZPN.
- 2006 – W Gdańsku otwarto Muzeum Bursztynu.
- 2008 – Arcybiskup ad personam Henryk Hoser objął urząd biskupa ordynariusza diecezji warszawsko-praskiej.
- 2009 – Po zakończeniu VI edycji Małopolskiego Pikniku Lotniczego na lotnisku Rakowice-Czyżyny doszło do wypadku samolotu Cessna 172, w którym zginęły 2 osoby (w tym pilot), a 2 zostały ranne.
- 2020 – Odbyła się pierwsza tura wyborów prezydenckich. Do drugiej tury (12 lipca) przeszli: ubiegający się o reelekcję Andrzej Duda (43,5%) i Rafał Trzaskowski (30,46%).

## Wydarzenia na świecie
- 550 – Poświęcono kościół Świętych Apostołów w Konstantynopolu.
- 1098 – Krzyżowcy zdobyli Antiochię Syryjską.
- 1119 – Klęska krzyżowców w bitwie na Krwawym Polu z wojskami muzułmańskimi.
- 1147 – Rekonkwista: wojska chrześcijańskie rozpoczęły 4-miesięczne oblężenie Lizbony, zakończone wyzwoleniem miasta spod panowania Maurów.
- 1228 – Cesarz rzymski i król Sycylii oraz Jerozolimy Fryderyk II Hohenstauf wyruszył na wyprawę krzyżową.
- 1243 – Odbyła się koronacja papieska Innocentego IV.
- 1245 – Rozpoczął się sobór lyoński I.
- 1432 – Od uderzenia pioruna spłonął kościół św. Idziego w Pradze.
- 1461 – Edward IV York został koronowany na króla Anglii.
- 1495 – I wojna włoska: zwycięstwo wojsk francuskich nad hiszpańsko-neapolskimi w bitwie pod Seminarą.
- 1514 – Założono Santiago de Cuba.
- 1519 – Karol V Habsburg został wybrany na cesarza rzymsko-niemieckiego.
- 1575 – Stoczono bitwę pod Nagashino (Japonia).
- 1629 – Wojna hugenocka we Francji: przywódca hugenotów Henryk de Rohan skapitulował w swej ostatniej twierdzy Alais i podpisał pokój łaski na warunkach zaproponowanych przez kardynała Armanda Jeana Richelieu.
- 1635 – Gwadelupa została kolonią francuską.
- 1642 – Labiawa (obecnie Polessk) w obwodzie królewieckim uzyskała prawa miejskie.
- 1763 – Trzęsienie ziemi na Węgrzech i Słowacji.
- 1675 – Wojna Francji z koalicją hiszpańsko-austriacko-lotaryńską: zwycięstwo wojsk brandenburskich nad szwedzkimi w bitwie pod Fehrbellin.
- 1756 – Rozpoczęto budowę katedry św. Teresy z Ávili w chorwackiej Požedze.
- 1770 – V wojna rosyjsko-turecka: zwycięstwo wojsk rosyjskich w bitwie pod Riabową Mogiłą.
- 1778 – Wojna o niepodległość Stanów Zjednoczonych: taktyczne zwycięstwo brytyjskie i strategiczne amerykańskie w bitwie o Monmouth.
- 1811 – Wojny napoleońskie w Hiszpanii i Portugalii: po 2-miesięcznym oblężeniu wojska napoleońskie zdobyły hiszpańską Tarragonę.
- 1834 – W Paryżu ukazał się pierwodruk Pana Tadeusza Adama Mickiewicza.
- 1838 – Wiktoria Hanowerska została koronowana na królową Zjednoczonego Królestwa.
- 1841 – W Paryżu odbyła się prapremiera baletu Giselle z muzyką Adolphe’a Adama.
- 1848 – Louis-Eugène Cavaignac został premierem Francji.
- 1857 – Jang Bahadur Rana został po raz drugi premierem Nepalu.
- 1859 – W angielskim Newcastle upon Tyne odbyła się pierwsza w historii wystawa psów rasowych.
- 1866 – Wojna prusko-austriacka: zwycięstwa wojsk pruskich w bitwach pod Mnichovym Hradištěm, Burkatowem i Czeską Skalicą.
- 1886:
  - Niemiecki astronom Christian Peters odkrył planetoidę (259) Aletheia.
  - Pierwszy pociąg osobowy wyruszył z Montrealu i 4 lipca dotarł do Port Moody w Kolumbii Brytyjskiej nowo zbudowaną Koleją Transkanadyjską.
- 1893 – W Hamburgu poświęcono Nową Katedrę Mariacką.
- 1898 – Henri Brisson został po raz drugi premierem Francji.
- 1900 – W pałacu Hofburg, w obecności wielu świadków, osobistości politycznych i duchownych, austro-węgierski następca tronu Franciszek Ferdynand Habsburg definitywnie zrzekł się pretensji do tronu przez jego przyszłą żonę hrabinę Zofię von Chotek i ich przyszłe dzieci, w zamian za zgodę cesarza Franciszka Józefa I na zawarcie małżeństwa.
- 1902 – Kongres Stanów Zjednoczonych upoważnił rząd do nabycia francuskiej koncesji na wybudowanie Kanału Panamskiego.
- 1904:
  - 635 osób zginęło w wyniku zatonięcia duńskiego parowca „Norge” po zderzeniu się ze skałą Rockall na północnym Atlantyku.
  - Założono angielski klub piłkarski Hull City.
- 1908 – Obrączkowe zaćmienie Słońca widoczne nad Pacyfikiem, Meksykem, Florydą, Atlantykiem i zachodnią Afryką.
- 1911:
  - Paul Gautsch von Frankenthurn został po raz trzeci premierem Cesarstwa Austrii.
  - W północnym Egipcie spadł pochodzący z Marsa meteoryt Nakhla.
- 1914 – Austro-węgierski następca tronu arcyksiążę Franciszek Ferdynand Habsburg i jego żona Zofia von Chotek zostali zastrzeleni w Sarajewie przez serbskiego zamachowca Gawriła Principa, co stało się casus belli I wojny światowej. Po zamachu wybuchły w mieście antyserbskie zamieszki.
- 1919:
  - Niemcy podpisały traktat wersalski z państwami zwycięskiej koalicji.
  - Została powołana Międzynarodowa Organizacja Pracy.
- 1921 – Uchwalono konstytucję Królestwa Serbów, Chorwatów i Słoweńców.
- 1922 – Irlandzka wojna domowa: rozpoczęła się bitwa o Dublin.
- 1924 – 85 osób zginęło, a ponad 350 zostało rannych w wyniku przejścia tornada nad miastami Sandusky i Lorain w stanie Ohio.
- 1926 – William Lyon Mackenzie King ustąpił z funkcji premiera Kanady.
- 1928 – Hermann Müller został po raz drugi kanclerzem Niemiec.
- 1929 – Niemieckie Towarzystwo Fizyczne (DPG) przyznało Albertowi Einsteinowi i patronowi nagrody pierwsze Medale Maxa Plancka.
- 1930:
  - Carlos Blanco Galindo został prezydentem Boliwii.
  - W Cleveland w stanie Ohio oddano do użytku drapacz chmur Terminal Tower.
- 1931 – W Hiszpanii odbyły się wybory parlamentarne.
- 1932 – Phraya Manopakornnitithada został pierwszym premierem Syjamu (Tajlandii).
- 1934 – Premiera amerykańskiego melodramatu W niewoli uczuć w reżyserii Johna Cromwella.
- 1936 – Została założona faszystowska Francuska Partia Ludowa (PPF).
- 1938 – Ważący 450 ton meteoryt eksplodował w atmosferze w pobliżu miejscowości Chicora w amerykańskim stanie Pensylwania.
- 1940:
  - Namiestnik włoskiej Libii marszałek Italo Balbo zginął w wyniku omyłkowego zestrzelenia jego samolotu przez własną obronę przeciwlotniczą.
  - Niemcy zbombardowali wyspy Guernsey i Jersey w archipelagu Wysp Normandzkich, zabijając w sumie 42 osoby.
  - Rozpoczęła się sowiecka okupacja Besarabii i północnej Bukowiny.
  - Rząd brytyjski uznał Charles’a de Gaulle’a za przywódcę wszystkich wolnych Francuzów.
- 1941 – Oddział białoruskiego funkcjonariusza NKWD Wasilija Korża stoczył pierwszą bitwę partyzancką z niemieckimi najeźdźcami.
- 1942 – Wojska niemieckie na froncie wschodnim rozpoczęły operację „Fall Blau”.
- 1944:
  - Feldmarszałek Walther Model został dowódcą Grupy Armii Środek, zastępując zdymisjonowanego feldmarszałka Ernsta Buscha.
  - Zwodowano amerykański lotniskowiec USS „Randolph”.
- 1945 – Założono meksykański klub piłkarski CF Monterrey.
- 1948:
  - Kryzys jugosłowiański: Komunistyczna Partia Jugosławii została wykluczona z Kominformu.
  - W trzęsieniu ziemi o magnitudzie 6,8 w prefekturze Fukui w środkowej części japońskiej wyspy Honsiu zginęło 3 769 osób, a 22 203 zostało rannych.
- 1950 – Wojna koreańska: wojska północnokoreańskie zdobyły Seul.
- 1952 – W Long Beach w Kalifornii odbył się pierwszy konkurs Miss Universe.
- 1954 – Dokonano oblotu amerykańskiego bombowca Douglas B-66 Destroyer.
- 1959:
  - 17 osób wypoczywających nad rzeką Ogeechee w Meldrim w amerykańskim stanie Georgia zginęło na miejscu, a 6 kolejnych zmarło w szpitalu w wyniku wybuchu cystern z LPG po wykolejeniu przejeżdżającgo przez wiadukt pociągu towarowego.
  - Koptyjski Kościół Ortodoksyjny przyznał autokefalię Etiopskiemu Kościołowi Ortodoksyjnemu.
- 1960:
  - 45 górników zginęło w wyniku ekspozji w kopalni węgla kamiennego w hrabstwie Monmouthshire w Walii.
  - Władze Kuby dokonały konfiskaty i nacjonalizacji amerykańskich rafinerii ropy naftowej zlokalizowanych na jej terytorium.
  - Założono Uniwersytet w Nowym Sadzie.
- 1962 – 81 osób zginęło w katastrofie samolotu An-10 pod Soczi.
- 1964 – Malcolm X założył na Uniwersytecie Columbia Organizację Jedności Afroamerykańskiej.
- 1967 – Izrael zaanektował wschodnią część Jerozolimy.
- 1969 – W dzielnicy Greenwich Village na Dolnym Manhattanie w Nowym Jorku doszło tzw. zamieszek Stonewall, wywołanych nalotem policji na klub gejowski.
- 1971 – Podczas wiecu Włosko-Amerykańskiej Ligi Praw Obywatelskich w Nowym Jorku został postrzelony w głowę przez udającego dziennikarza zamachowca boss mafijny Joe Colombo, który wskutek odniesionych obrażeń do śmierci w 1978 roku pozostawał w stanie wegetatywnym.
- 1980 – Na Florydzie utworzono Park Narodowy Biscayne.
- 1981:
  - 73 osoby zginęły w wyniku zamachu bombowego na siedzibę Partii Republiki Islamskiej w Teheranie.
  - Giovanni Spadolini został premierem Włoch.
  - W swym domu w Los Angeles został aresztowany przez FBI agent wywiadu PRL Marian Zacharski.
- 1982:
  - 132 osoby zginęły na Białorusi w katastrofie lecącego z Leningradu do Kijowa samolotu Jak-42 należącego do Aerofłotu.
  - W pierwszym meczu drugiej rundy rozgrywanych w Hiszpanii XII Mistrzostw Świata w Piłce Nożnej Polska pokonała w Barcelonie Belgię 3:0.
- 1991 – Formalnie rozwiązano Radę Wzajemnej Pomocy Gospodarczej (RWPG).
- 1992:
  - Burhanuddin Rabbani został prezydentem Afganistanu.
  - Giuliano Amato został premierem Włoch.
  - Przyjęto konstytucję Estonii.
  - W Mongolii odbyły się pierwsze wielopartyjne wybory parlamentarne.
- 1993 – Został aresztowany amerykański seryjny morderca Joel Rifkin.
- 1995 – Utworzono niemiecki Park Narodowy Doliny Dolnej Odry.
- 1996:
  - Amerykańska stacja CBS wyemitowała ostatni odcinek serialu obyczajowego Central Park West.
  - Necmettin Erbakan został premierem Turcji.
  - Uchwalono nową konstytucję Ukrainy.
- 1997 – Mike Tyson w czasie pojedynku bokserskiego z Evanderem Holyfieldem w Las Vegas odgryzł rywalowi kawałek ucha.
- 2000:
  - 7-letni uciekinier z Kuby Elián González powrócił do ojczyzny zgodnie z wyrokiem Sądu Najwyższego USA.
  - W Gniezdowie w Rosji otwarto Polski Cmentarz Wojenny w Katyniu.
- 2001 – Były prezydent Serbii i Jugosławii Slobodan Milošević został przekazany przez władze serbskie przed Międzynarodowy Trybunał Karny dla byłej Jugosławii w Hadze.
- 2004:
  - USA i Libia wznowiły po 24 latach stosunki dyplomatyczne.
  - Władzę w Iraku przejął tymczasowy rząd kierowany przez Ijada Alawiego, co formalnie zakończyło amerykańską okupację Iraku.
- 2005:
  - 16 amerykańskich żołnierzy zginęło w zestrzelonym przez talibów śmigłowcu Boeing CH-47 Chinook w afgańskiej prowincji Kunar.
  - Rozpoczął się proces beatyfikacyjny papieża Jana Pawła II.
- 2006 – Czarnogóra na mocy rezolucji Zgromadzenia Ogólnego ONZ została 192. członkiem ONZ.
- 2007 – W katastrofie Boeinga 737-200 należącego do TAAG Angola Airlines w północnej Angoli zginęło 5 spośród 78 osób na pokładzie.
- 2009 – W wyniku wojskowego zamachu stanu został odsunięty od władzy prezydent Hondurasu Manuel Zelaya.
- 2010:
  - 18 osób zginęło, a 40 zostało rannych w wyniku wybuchu samochodu-pułapki przed szpitalem w Hajdarabadzie w południowym Pakistanie.
  - Ubiegający się o reelekcję Pierre Nkurunziza wygrał wybory prezydenckie w Burundi.
- 2011 – Na zdjęciach wykonanych przez Kosmiczny Teleskop Hubble’a został odkryty Kerberos, czwarty z pięciu znanych księżyców Plutona.
- 2015:
  - Lars Løkke Rasmussen został po raz drugi premierem Danii.
  - W Baku zakończyły się I Igrzyska Europejskie.
  - Wyemitowano ostatni odcinek programu motoryzacyjnego Top Gear z Jeremym Clarksonem, Richardem Hammondem i Jamesem Mayem.
- 2016 – W zamachu na Port lotniczy Stambuł-Atatürk zginęło 45 osób, a 239 zostało rannych.
- 2017 – W stoczni w Szanghaju zwodowano pierwszy chiński niszczyciel rakietowy typu 055.
- 2018 – Timo Bernhard ustanowił nowy rekord północnej pętli toru Nürburgring za kierownicą Porsche 919 Evo w czasie 5:19:346
- 2022 – Podczas zamieszek w więzieniu w Tuluá w Kolumbii doszło do pożaru w wyniku którego zginęło 52 więźniów, a 34 zostało rannych.

## Eksploracja kosmosu
- 1978 – Statek Sojuz 30 z Mirosławem Hermaszewskim i Piotrem Klimukiem na pokładzie przycumował do stacji kosmicznej Salut 6.

## Urodzili się
- 751 – Karloman, król zachodniofrankijski, król Burgundii (zm. 771)
- 1243 – Go-Fukakusa, cesarz Japonii (zm. 1304)
- 1425 – Adolf z Kleve, pan Ravensteinu i Wijnendale, namiestnik Karola Zuchwałego w Niderlandach (zm. 1492)
- 1444 – Charlotta, królowa Cypru (zm. 1487)
- 1476 – Paweł IV, papież (zm. 1559)
- 1478 – Jan z Asturii, książę Asturii, następca tronu Kastylii i Leónu (zm. 1497)
- 1490 – Albrecht Hohenzollern, markgraf Brandenburgii, kardynał, arcybiskup Moguncji i Magdeburga (zm. 1545)
- 1491 – Henryk VIII Tudor, król Anglii (zm. 1547)
- 1503 – Giovanni della Casa, włoski duchowny katolicki, arcybiskup Benewentu, inkwizytor, dyplomata, prozaik, poeta (zm. 1556)
- 1529 – Bartolomeo Passarotti, włoski malarz (zm. 1592)
- 1547 – Cristofano Malvezzi, włoski kompozytor, organista (zm. 1599)
- 1557 – Filip Howard, angielski męczennik i święty katolicki (zm. 1595)
- 1577 – Peter Paul Rubens, flamandzki malarz (zm. 1640)
- 1585 – Sisto Badalocchio, włoski malarz, grafik (zm. 1619)
- 1604 – Heinrich Albert, niemiecki kompozytor, poeta (zm. 1651)
- 1641 – Maria Kazimiera d’Arquien, królowa Polski, żona króla Jana III Sobieskiego (zm. 1716)
- 1653 – André Hercule de Fleury, francuski kardynał, polityk, pierwszy minister Francji (zm. 1743)
- 1664 – Nicolas Bernier, francuski kompozytor (zm. 1734)
- 1692 – Ludwika Maria Teresa Stuart, księżniczka angielska i szkocka (zm. 1712)
- 1703 – John Wesley, brytyjski duchowny anglikański, teolog, współtwórca metodyzmu (zm. 1791),
- 1712 – Jean-Jacques Rousseau, francuski pisarz, filozof (zm. 1778)
- 1719 – Étienne-François de Choiseul, francuski generał, dyplomata, polityk (zm. 1785)
- 1724 – Tadeusz Dzieduszycki, polski generał lejtnant, cześnik koronny (zm. 1777)
- 1734 – Jean-Jacques Beauvarlet-Charpentier, francuski organista, kompozytor (zm. 1794)
- 1744 – Piotr Świtkowski, polski jezuita, ekonomista, publicysta, redaktor (zm. 1793)
- 1757 – Jan Paweł Woronicz, polski duchowny katolicki, jezuita, biskup krakowski, arcybiskup metropolita warszawski i prymas Królestwa Polskiego, radca stanu Księstwa Warszawskiego, kaznodzieja, poeta (zm. 1829)
- 1759 – Jan Ekels (młodszy), holenderski malarz (zm. 1793)
- 1773 – Frédéric Cuvier, francuski zoolog, paleontolog (zm. 1838)
- 1776 – Piotr Ludomir Łagowski, polski pułkownik, uczestnik powstania listopadowego, emigrant (zm. 1843)
- 1787 – Harry Smith, brytyjski generał, administrator kolonialny (zm. 1860)
- 1788 – Heinrich Gottlieb Kühn, niemiecki wynalazca, przedsiębiorca (zm. 1870)
- 1794 – John Biscoe, brytyjski kapitan, badacz polarny (zm. 1843)
- 1796 – Karolina Amelia, królowa Danii (zm. 1881)
- 1799 – Amelia Wirtemberska, księżna Saksonii-Altenburga (zm. 1848)
- 1806 – Henry Montgomery Lawrence, brytyjski wojskowy, polityk (zm. 1857)
- 1809 – Jakub Rarkowski, niemiecki polityk, burmistrz Osztyna pochodzenia polskiego (zm. 1872)
- 1810 – Piotr Dahlman, polski poeta, publicysta (zm. 1847)
- 1814 – Frederick William Faber, brytyjski teolog anglikański a następnie katolicki, pisarz (zm. 1863)
- 1815:
  - August von Berlepsch, niemiecki pszczelarz (zm. 1877)
  - Robert Franz, niemiecki kompozytor (zm. 1892)
- 1816:
  - Joseph Coomans, belgijski malarz, ilustrator (zm. 1889)
  - Paulina Górska z Krasińskich, polska księżna, działaczka społeczna i charytatywna (zm. 1893)
- 1819:
  - Carlotta Grisi, włoska tancerka baletowa (zm. 1899)
  - Henri Harpignies, francuski malarz, grafik (zm. 1916)
- 1824 – Paul Broca, francuski antropolog, chirurg (zm. 1880)
- 1825 – Emil Erlenmeyer, niemiecki chemik, farmaceuta, wykładowca akademicki (zm. 1909)
- 1831 – Joseph Joachim, węgierski skrzypek, kompozytor, dyrygent (zm. 1907)
- 1836 – Emmanuel Roidis, grecki pisarz, publicysta, krytyk literacki (zm. 1904)
- 1839 – Włodzimierz Rużycki de Rosenwerth, polski muzealnik (zm. 1914)
- 1840:
  - Dimityr Gorow, bułgarski przemysłowiec, działacz niepodległościowy (zm. 1881)
  - Woldemar Kernig, rosyjski neurolog, internista pochodzenia niemiecko-bałtyckiego (zm. 1917)
- 1841 – Henry Page, amerykański prawnik, polityk, kongresman (zm. 1913)
- 1845:
  - Maria z Saksonii-Altenburga, księżna Schwarzburg-Sondershausen (zm. 1930)
  - Leon Strasburger, polski ziemianin, rolnik, sędzia, uczestnik powstania styczniowego pochodzenia niemieckiego (zm. 1883)
- 1846:
  - Heinrich Curschmann, niemiecki internista (zm. 1910)
  - Juliusz Cezar Richter, polski księgarz, wydawca (zm. 1905)
- 1847:
  - Julius Franz, niemiecki astronom (zm. 1913)
  - Sveinbjörn Sveinbjörnsson, islandzki kompozytor (zm. 1927)
- 1848 – Leon Nencki, polski lekarz, chemik, bakteriolog (zm. 1904)
- 1851 – Waldemar Müller, niemiecki prawnik, burmistrz Poznania (zm. 1926)
- 1853 – Adolf von Strümpell, niemiecki internista (zm. 1925)
- 1854 – Wilhelm Meyer-Schwartau, niemiecki architekt (zm. 1935)
- 1856 – Amy Ella Blanchard, amerykańska pisarka, poetka (zm. 1926)
- 1857 – Władysław Szajnocha, polski geolog, paleontolog (zm. 1928)
- 1858 – Jean-Charles Arnal du Curel, francuski duchowny katolicki, biskup Monako (zm. 1915)
- 1859 – William Henry, brytyjski pływak, piłkarz wodny (zm. 1928)
- 1860 – Władisław Klembowski, rosyjski generał piechoty (zm. 1921)
- 1862 – Hermann Johannes Pfannenstiel, niemiecki ginekolog-położnik (zm. 1909)
- 1863 – Paula od św. Anastazji Isla Alonso, hiszpańska karmelitanka miłosierdzia, męczennica, błogosławiona (zm. 1936)
- 1867 – Luigi Pirandello, włoski prozaik, dramaturg, laureat Nagrody Nobla (zm. 1936)
- 1868 – Maurycy Allerhand, polski prawnik (zm. 1942)
- 1870 – William Reginald Hall, brytyjski admirał, kryptolog, szef wywiadu morskiego, polityk (zm. 1943)
- 1873:
  - Alexis Carrel, francuski fizjolog, chirurg (zm. 1944)
  - Maria Teresa Oliwia Hochberg von Pless, niemiecka księżna (zm. 1943)
- 1875:
  - Henri Lebesgue, francuski matematyk (zm. 1941)
  - Povilas Višinskis, litewski pisarz, dziennikarz, reżyser, propagator kultury litewskiej, polityk (zm. 1906)
- 1876 – Robert Guérin, francuski działacz piłkarski, prezydent FIFA (zm. 1952)
- 1878 – Stanisław Brzozowski, polski filozof, pisarz, publicysta, krytyk literacki, tłumacz (zm. 1911)
- 1883:
  - Bolesław Drobner, polski polityk, członek PKWN, prezydent Wrocławia (zm. 1968)
  - Pierre Laval, francuski polityk, premier Francji (zm. 1945)
- 1889 – Wincenty Vilar David, hiszpański inżynier, działacz społeczny, męczennik, błogosławiony (zm. 1937)
- 1890 – Paweł Belke, polski handlowiec, polityk, prezydent Częstochowy (zm. ?)
- 1891:
  - Carl Panzram, amerykański seryjny morderca, gwałciciel, podpalacz, włamywacz (zm. 1930)
  - Paweł Wołoszyn, białoruski polityk (zm. 1937)
- 1892:
  - Frédéric Bremer, belgijski neurofizjolog, wykładowca akademicki (zm. 1982)
  - Edward Hallett Carr, brytyjski historyk, dziennikarz, teoretyk stosunków międzynarodowych, wykładowca akademicki (zm. 1982)
- 1893 – August Zamoyski, polski rzeźbiarz, teoretyk sztuki, pedagog, emigrant (zm. 1970)
- 1895:
  - Paweł Janik, polski duchowny katolicki, esperantysta (zm. 1978)
  - Rudolf Krzywiec, polski ceramik, pedagog (zm. 1982)
  - Kazimierz Sikorski, polski kompozytor, teoretyk muzyki, pedagog (zm. 1986)
- 1896 – Roman Łakota, polski buchalter, kawaler Virtuti Militari (zm. 1940)
- 1897:
  - André Dubonnet, francuski pilot wojskowy, as myśliwski, atleta, wynalazca, kierowca wyścigowy (zm. 1980)
  - George Eyston, brytyjski kierowca wyścigowy, inżynier, wynalazca (zm. 1979)
- 1898:
  - Michał Blaicher, polski major pilot, inżynier, konstruktor szybowcowy (zm. 1992)
  - Anders Lundgren, norweski żeglarz sportowy (zm. 1964)
- 1899:
  - Walter Kriwicki, radziecki oficer wywiadu pochodzenia żydowskiego (zm. 1941)
  - Piotr Typiak, polski dziennikarz, działacz ludowy, polityk, poseł na Sejm Ustawodawczy (zm. 1981)
- 1900:
  - Leon Kruczkowski, polski pisarz, publicysta (zm. 1962)
  - Antoni Siwicki, polski generał brygady (zm. 1977)
- 1901:
  - Donald Cleland, australijski wojskowy, polityk (zm. 1975)
  - Kurt Helbig, niemiecki sztangista (zm. 1975)
  - Alfred Müller-Armack, niemiecki ekonomista, myśliciel polityczny (zm. 1978)
  - Maria Puciatowa, polska historyk (zm. 1982)
- 1902 – Richard Rodgers, amerykański kompozytor (zm. 1979)
- 1903:
  - André Maschinot, francuski piłkarz (zm. 1963)
  - George Padmore, trynidadzko-tobagijski dziennikarz, pisarz marksistowski, komunista, publicysta, działacz i ideolog panafrykanizmu (zm. 1959)
- 1904 – Włodzimierz Poźniak, polski muzykolog (zm. 1967)
- 1905 – Ashley Montagu, brytyjski antropolog, popularyzator nauki pochodzenia żydowskiego (zm. 1999)
- 1906:
  - Maria Göppert-Mayer, amerykańska fizyk pochodzenia niemieckiego, laureatka Nagrody Nobla (zm. 1972)
  - Benjamin Mazar, izraelski archeolog, historyk (zm. 1995)
  - Bolesław Sobociński, polski logik, filozof, wykładowca akademicki (zm. 1980)
- 1907:
  - Franciszka Themerson, polska malarka, rysowniczka, ilustratorka, scenografka, wydawca, nauczycielka akademicka pochodzenia żydowskiego (zm. 1988)
  - Paul-Émile Victor, francuski etnolog, badacz polarny, podróżnik, pisarz (zm. 1995)
- 1909:
  - Eric Ambler, brytyjski pisarz (zm. 1998)
  - Walter Audisio, włoski przywódca partyzantów komunistycznych, polityk (zm. 1973)
  - Christophe Soglo, dahomejski (beniński) generał, polityk, premier i prezydent Dahomeju (zm. 1983)
- 1911:
  - Leon Adamowski, polski lekarz, polityk, poseł na Sejm Ustawodawczy i na Sejm PRL (zm. 1983)
  - Edward Dietz, polski duchowny luterański (zm. 1988)
- 1912:
  - Amalia Fleming, grecka lekarka, polityk (zm. 1986)
  - Carl Friedrich von Weizsäcker, niemiecki fizyk, filozof (zm. 2007)
- 1913 – Leon Nowakowski, polski duchowny katolicki, męczennik, błogosławiony (zm. 1939)
- 1914:
  - Gyula Cseszneky, węgierski poeta, tłumacz, polityk (zm. ?)
  - Barat Şəkinskaya, azerska aktorka (zm. 1999)
- 1915 – Przemysław Mroczkowski, polski filolog, anglista i romanista (zm. 2002)
- 1916 – František Vaňák, czeski duchowny katolicki, arcybiskup metropolita ołomuniecki (zm. 1991)
- 1917 – Wim Sonneveld, holenderski aktor i piosenkarz kabaretowy (zm. 1974)
- 1918:
  - Stefan Strelcyn, polski historyk, etiopista (zm. 1981)
  - William Whitelaw, brytyjski arystokrata, polityk (zm. 1999)
- 1919 – Abner Graboff, amerykański grafik, ilustrator książek dla dzieci pochodzenia rosyjskiego (zm. 1986)
- 1921:
  - William Y. Anderson, amerykański pilot wojskowy, as myśliwski pochodzenia szwedzkiego (zm. 2011)
  - Peter Dubovský, słowacki duchowny katolicki, biskup pomocniczy bańskobystrzycki (zm. 2008)
  - Jerzy Kusiak, polski ekonomista, dyplomata, polityk, poseł na Sejm PRL, minister gospodarki terenowej i ochrony środowiska (zm. 2013)
  - Roger Piel, francuski kolarz szosowy i torowy (zm. 2002)
  - P.V. Narasimha Rao, indyjski polityk, premier Indii (zm. 2004)
  - Zdzisław Witwicki, polski malarz, ilustrator (zm. 2019)
- 1922:
  - Federico O. Escaler, filipiński duchowny katolicki, jezuita, prałat terytorialny Kidapawan i Ipil (zm. 2015)
  - Terje Stigen, norweski pisarz (zm. 2010)
- 1924 – Lloyd La Beach, panamski lekkoatleta, sprinter (zm. 1999)
- 1925:
  - Kazimierz Leśniak, polski generał brygady (zm. 2009)
  - Kenneth Stewart, brytyjski związkowiec, polityk (zm. 1996)
- 1926:
  - Mel Brooks, amerykański aktor, reżyser, producent i scenarzysta filmowy pochodzenia żydowskiego
  - Janusz Cegiełła, polski dziennikarz muzyczny (zm. 2011)
- 1927:
  - Frank Sherwood Rowland, amerykański chemik, laureat Nagrody Nobla (zm. 2012)
  - Boris Szyłkow, rosyjski łyżwiarz szybki (zm. 2015)
- 1928:
  - Stan Barstow, brytyjski pisarz, scenarzysta filmowy, telewizyjny i radiowy (zm. 2011)
  - Roberto Belangero, brazylijski piłkarz, trener (zm. 1996)
  - Hans Blix, szwedzki polityk, dyplomata
  - Patrick Hemingway, amerykański pisarz, podróżnik
  - Stefan Lisowski, polski malarz, rzeźbiarz (zm. 2010)
- 1929:
  - Jens Andersen, duński bokser (zm. 2010)
  - Alfred Miodowicz, polski działacz związkowy, przewodniczący OPZZ, polityk, poseł na Sejm PRL (zm. 2021)
- 1930:
  - Itamar Franco, brazylijski polityk, prezydent Brazylii (zm. 2011)
  - Helena Karwacka, polska historyk literatury (zm. 2017)
  - Ireneusz Nykowski, polski matematyk, wykładowca akademicki (zm. 2022)
  - Ignacy Piotr VIII Abdel-Ahad, syryjski duchowny katolicki, patriarcha Antiochii (zm. 2018)
  - Wacław Urban, polski historyk (zm. 2009)
- 1931:
  - Piotr Hemperek, polski duchowny katolicki, biskup pomocniczy lubelski (zm. 1992)
  - Aleksandar Ivoš, serbski piłkarz (zm. 2020)
  - Enrique Monsonis, hiszpański polityk (zm. 2011)
  - Lucien Victor, belgijski kolarz szosowy (zm. 1995)
  - Wanda Wąsowska, polska jeźdźczyni sportowa, trenerka
  - Adam Zieliński, polski prawnik, prezes Naczelnego Sądu Administracyjnego, rzecznik praw obywatelskich (zm. 2022)
  - Anna Żarnowska, polska historyk (zm. 2007)
- 1932:
  - Andrzej E. Androchowicz, polski dziennikarz, reżyser filmów dokumentalnych, aktor (zm. 2006)
  - Swietłana Białłozór, polska chemik, profesor nauk chemicznych (zm. 2024)
  - Pat Morita, amerykański aktor (zm. 2005)
- 1933:
  - Vic Emery, kanadyjski bobsleista
  - Marcel Perrier, francuski duchowny katolicki, biskup Pamiers (zm. 2017)
- 1934:
  - Carl Levin, amerykański polityk, senator ze stanu Michigan (zm. 2021)
  - Georges Wolinski, francuski rysownik satyryczny (zm. 2015)
- 1935:
  - John Inman, brytyjski aktor, mim (zm. 2007)
  - Adam Łomnicki, polski biolog ewolucyjny, ekolog (zm. 2021)
  - Nicola Tempesta, włoski judoka (zm. 2021)
  - Andrzej Zakrzewski, polski reżyser filmowy, radiowy i telewizyjny (zm. 2021)
- 1936:
  - Kurt Krenn, austriacki duchowny katolicki, biskup diecezjalny St. Pölten (zm. 2014)
  - Leszek Płażewski, polski prozaik, scenarzysta filmowy i telewizyjny (zm. 2011)
  - Andrzej Pstrokoński, polski koszykarz, trener, polityk (zm. 2022)
- 1937:
  - Romano Sgheiz, włoski wioślarz
  - Jeorjos Zaimis, grecki żeglarz sportowy (zm. 2020)
- 1938:
  - Antoine Ganyé, beniński duchowny katolicki, arcybiskup Kotonu
  - József Gelei, węgierski piłkarz, bramkarz, trener
  - Leon Panetta, amerykański prawnik, polityk pochodzenia włoskiego
- 1940:
  - Petru Gherghel, rumuński duchowny katolicki, biskup Jassów
  - Tadeusz Czesław Mazur, polski biolog, parazytolog (zm. 2000)
  - Muhammad Yunus, banglijski ekonomista, laureat Pokojowej Nagrody Nobla
- 1941:
  - David Lloyd Johnston, kanadyjski prawnik, polityk, gubernator generalny Kanady
  - Hisao Kami, japoński piłkarz
  - Clifford Luyk, amerykański koszykarz, trener
  - Donald Spoto, amerykański biograf i teolog (zm. 2023)
  - Walentina Tichomirowa, rosyjska lekkoatletka, wieloboistka
- 1942:
  - Chris Hani, południowoafrykański polityk, działacz komunistyczny (zm. 1993)
  - Björn Isfält, szwedzki kompozytor (zm. 1997)
  - David Kopay, amerykański futbolista
  - Wacław Niewiarowski, polski inżynier, polityk, poseł na Sejm RP, minister przemysłu i handlu (zm. 2007)
  - Rupert Sheldrake, brytyjski biolog, pisarz
  - Samuel Skierski, polski alpinista, malarz, rysownik (zm. 1968)
  - Giuliano Taccola, włoski piłkarz (zm. 1969)
  - Hans-Joachim Walde, niemiecki lekkoatleta, wieloboista (zm. 2013)
  - Frank Zane, amerykański kulturysta
- 1943:
  - Władysław Bieniek, polski prawnik, samorządowiec, adwokat, prezydent Mielca (zm. 2023)
  - Helena Blehárová, słowacko-czeska piosenkarka i aktorka
  - Pietro Guerra, włoski kolarz szosowy i torowy
  - Klaus von Klitzing, niemiecki fizyk, laureat Nagrody Nobla
  - Ryszard Krynicki, polski poeta, tłumacz, wydawca
  - Ismael Laguna, panamski bokser
  - Janusz Michalewicz, polski aktor, ekonomista, przedsiębiorca, publicysta
  - Ed Pastor, amerykański polityk (zm. 2018)
- 1944:
  - Philippe Druillet, francuski autor komiksów
  - Ailo Gaup, norweski pisarz, szaman (zm. 2014)
  - Imre Horváth, węgierski strażnik graniczny, polityk (zm. 2021)
  - Aleksandar Ristić, bośniacki trener piłkarski
- 1945:
  - Ken Buchanan, szkocki bokser (zm. 2023)
  - Zbigniew Żedzicki, polski zapaśnik, trener
- 1946:
  - Bruce Davison, amerykański aktor
  - Wiktor Musijaka, ukraiński prawnik, polityk (zm. 2019)
  - Outi Ojala, fińska pielęgniarka, polityk (zm. 2017)
  - Bogdan Olewicz, polski autor tekstów piosenek, dziennikarz
  - Gilda Radner, amerykańska aktorka (zm. 1989)
- 1947:
  - Peter Abrahams, amerykański pisarz
  - Anny Duperey, francuska aktorka
  - Mark Helprin, amerykański pisarz, dziennikarz
  - Slaven Letica, chorwacki ekonomista, polityk (zm. 2020)
  - Jean-François Maurice, francuski piosenkarz, kompozytor, autor tekstów (zm. 1996)
  - Luigi Renzo, włoski duchowny katolicki, biskup Mileto-Nicotera-Tropea
  - Greg Smith, amerykański koszykarz
  - Laura Tyson, amerykańska ekonomistka
- 1948:
  - Kathy Bates, amerykańska aktorka, reżyserka telewizyjna
  - Siergiej Bodrow, rosyjski reżyser, scenarzysta i producent filmowy
  - Edouard Mathos, środkowoafrykański duchowny katolicki, biskup Bossangoa, Bangi i Bambari (zm. 2017)
  - Leon Popielarz, polski dziennikarz i prezenter telewizyjny, publicysta
  - Janusz Tryzno, polski grafik, malarz, rysownik (zm. 2021)
  - Ellen Wessinghage, niemiecka lekkoatletka, biegaczka średniodystansowa (zm. 2023)
  - Ryszard Zembaczyński, polski polityk, samorządowiec, wojewoda opolski, prezydent Opola
- 1949:
  - Don Baylor, amerykański baseballista (zm. 2017)
  - Douglas Crosby, kanadyjski duchowny katolicki, biskup Hamilton
  - Tomasz Wert, polski operator filmowy (zm. 2008)
- 1950:
  - Marek Cieślak, polski żużlowiec, trener
  - Aleksandr Kornieluk, radziecki lekkoatleta, sprinter
  - Francisca Pleguezuelos, hiszpańska matematyk, polityk, eurodeputowana
  - Marlene Streeruwitz, austriacka pisarka
- 1951:
  - Ray Boyd, australijski lekkoatleta, tyczkarz
  - Giuseppe Giuliano, włoski duchowny katolicki, biskup Lucera-Troia
  - Rolf Milser, niemiecki sztangista
  - Henryk Orfinger, polski przedsiębiorca
  - János Rovnyai, węgierski zapaśnik
  - Daniel Ruiz, hiszpański piłkarz narodowości baskijskiej
  - Kazumi Takada, japoński piłkarz (zm. 2009)
- 1952:
  - Tomás Boy, meksykański piłkarz, trener (zm. 2022)
  - Dennis Lukens, amerykański piłkarz, trener
  - Pietro Mennea, włoski lekkoatleta, sprinter, polityk (zm. 2013)
  - Asłan Żanimow, rosyjski zapaśnik (zm. 2020)
- 1953:
  - Annelie Grund, niemiecka malarka, witrażystka, wokalistka
  - Barbara Nowak, polska działaczka samorządowa, burmistrz Połczyna-Zdroju
  - Pavel Posád, czeski duchowny katolicki, biskup litomierzycki, biskup pomocniczy czeskobudziejowicki
  - Eckart Ratz, austriacki prawnik, sędzia, prezes Sądu Najwyższego, polityk
  - Gernot Rohr, niemiecki piłkarz, trener
  - Tadeusz Zysk, polski wydawca
- 1954:
  - Anna Birulés, hiszpańska i katalońska ekonomistka, polityk
  - Grażyna Dziedzic, polska nauczycielka, działaczka samorządowa, prezydent Rudy Śląskiej (zm. 2022)
  - Mark Edmondson, australijski tenisista
  - Alice Krige, południowoafrykańska aktorka
  - Benoît Sokal, belgijski autor komiksów i grafiki do gier komputerowych (zm. 2021)
  - Diana Wallis, brytyjska prawnik, polityk, eurodeputowana
- 1955:
  - Civan Canova, turecki aktor, reżyser teatralny, dramatopisarz (zm. 2022)
  - Karl Fleschen, niemiecki lekkoatleta, średnio- i długodystansowiec
  - József Gáspár, węgierski piłkarz, bramkarz
  - Thomas Hampson, amerykański śpiewak operowy (baryton)
  - Eberhard van der Laan, holenderski prawnik, polityk, samorządowiec, minister ds. mieszkalnictwa, wspólnot i integracji, burmistrz Amsterdamu (zm. 2017)
  - Zbigniew Sojka, polski chemik, wykładowca akademicki
  - Ryszard Szulich, polski generał brygady
  - Heribert Weber, austriacki piłkarz, trener
  - Nikołaj Zimiatow, rosyjski biegacz narciarski
- 1956:
  - Per Bergerud, norweski skoczek narciarski
  - Alicja Dąbrowska, polska lekarka, działaczka samorządowa, polityk, poseł na Sejm RP
  - Bakir Izetbegović, bośniacki polityk, przewodniczący prezydium Bośni i Hercegowiny
  - Ołeksandr Ławrynowycz, ukraiński prawnik, polityk
  - Krystyna Szumilas, polska działaczka samorządowa, polityk, poseł na Sejm RP, minister edukacji narodowej
- 1957:
  - Georgi Pyrwanow, bułgarski polityk, prezydent Bułgarii
  - Mike Skinner, amerykański kierowca wyścigowy
- 1958:
  - Donna Edwards, amerykańska polityk
  - Józef Panfil, polski malarz
- 1959:
  - Piotr Kaźmierczak, polski kierowca wyścigowy i rajdowy
  - Frank Wörndl, niemiecki narciarz alpejski
- 1960:
  - Andrea Benelli, włoski strzelec sportowy
  - John Elway, amerykański futbolista
  - Claudia Fontaine, brytyjska wokalistka rockowa (zm. 2018)
  - Alan Forney, amerykański wioślarz
  - Wim Koevermans, holenderski piłkarz, trener
  - Marek Jurek, polski polityk, poseł, marszałek Sejmu RP, eurodeputowany
  - Juryj Zisier, białoruski przedsiębiorca, bloger, założyciel portalu informacyjnego (zm. 2020)
- 1961:
  - Andrzej Celiński, polski reżyser, dramaturg, scenograf teatralny i filmowy
  - Maria Ciunelis, polska aktorka, scenarzystka, reżyserka teatralna
  - Izabela Łabuda, polska śpiewaczka operowa (sopran)
  - Jeff Malone, amerykański koszykarz, trener
  - Leonard Orban, rumuński ekonomista, polityk pochodzenia węgierskiego
  - Tony Sharpe, kanadyjski lekkoatleta, sprinter pochodzenia jamajskiego
- 1962:
  - Artur Hajzer, polski himalaista, alpinista (zm. 2013)
  - Peter Štumpf, słoweński duchowny katolicki, biskup murskosobocki
- 1963:
  - Charlie Clouser, amerykański klawiszowiec
  - Mike Fitzpatrick, amerykański polityk (zm. 2020)
  - Giovanni La Via, włoski polityk
  - Torbjørn Løkken, norweski kombinator norweski
- 1964:
  - Bolesław Błaszczyk, polski piłkarz
  - Sabrina Ferilli, włoska aktorka
  - Ewa Kierzkowska, polska polityk, wicemarszałek Sejmu RP
  - Turi Meyer, amerykański reżyser, scenarzysta i producent filmowy
  - Tommy Lynn Sells, amerykański seryjny morderca (zm. 2014)
  - Ismail Youssef, egipski piłkarz
- 1965:
  - Hansjörg Aschenwald, austriacki narciarz, kombinator norweski
  - Morten Bruun, duński piłkarz, trener
  - Cyrille Makanaky, kameruński piłkarz
  - John Medeski, amerykański pianista i kompozytor jazzowy
  - Maciej Szczęsny, polski piłkarz, bramkarz, komentator telewizyjny
  - Michele Timms, australijska koszykarka
- 1966:
  - John Cusack, amerykański aktor, scenarzysta i producent filmowy
  - Åsa Larsson, szwedzka pisarka
  - Katarzyna Pietrzyk, polska dziennikarka, polityk, poseł na Sejm RP
  - Mary Stuart Masterson, amerykańska aktorka
- 1967:
  - Gil Bellows, kanadyjski aktor
  - Gerben-Jan Gerbrandy, holenderski polityk
  - Lars Riedel, niemiecki lekkoatleta, dyskobol
  - Zhong Huandi, chińska lekkoatletka, biegaczka długodystansowa
  - Robert Witke, polski skoczek narciarski (zm. 2024)
- 1968:
  - Christian Blunck, niemiecki hokeista na trawie
  - Chayanne, portorykański piosenkarz, kompozytor, aktor
  - Peter Kažimír, słowacki ekonomista, polityk
  - Tanja Ribič, słoweńska aktorka, piosenkarka
- 1969:
  - Stéphane Chapuisat, szwajcarski piłkarz
  - Philemon Masinga, południowoafrykański piłkarz (zm. 2019)
  - Fabrizio Mori, włoski lekkoatleta, płotkarz
  - Michał Znaniecki, polski reżyser teatralny
  - Ajjelet Zurer, izraelska aktorka
- 1970:
  - Steve Burton, amerykański aktor
  - Oliver Hartmann, niemiecki gitarzysta, kompozytor, członek zespołów: At Vance i Avantasia
  - Melanie Schultz van Haegen, holenderska działaczka samorządowa, polityk
- 1971:
  - Lorenzo Amoruso, włoski piłkarz
  - Fabien Barthez, francuski piłkarz, bramkarz
  - Bobby Hurley, amerykański koszykarz, trener pochodzenia polskiego
  - Paul Magnette, belgijski i waloński politolog, polityk
  - Elon Musk, południowoafrykański przedsiębiorca, multimiliarder
- 1972:
  - Marija Butyrska, rosyjska łyżwiarka figurowa
  - Mark Merklein, bahamski tenisista
  - Ngô Bảo Châu, wietnamsko-francuski matematyk
  - Alessandro Nivola, amerykański aktor
- 1973:
  - Adrián Annus, węgierski lekkoatleta, młociarz
  - Alberto Berasategui, hiszpański tenisista
  - Chris Manchester, amerykański żużlowiec
- 1974:
  - Slobodan Cvetković, serbski polityk
  - Manola Diez, meksykańska aktorka
  - Rob Dyrdek, amerykański skater, aktor, przedsiębiorca, filantrop
  - Rusłan Kniazewycz, ukraiński prawnik, polityk
  - Vladimír Leitner, słowacki piłkarz
  - Nelson Mariano, filipiński szachista
  - Kirsty Mitchell, szkocka aktorka
  - Siphiwo Ntshebe, południowoafrykański śpiewak operowy (tenor) (zm. 2010)
- 1975:
  - Angelo Ciocca, włoski samorządowiec, polityk, eurodeputowany
  - Imke Duplitzer, niemiecka szpadzistka
  - Jon Nödtveidt, szwedzki muzyk, wokalista, kompozytor, członek zespołu Dissection (zm. 2006)
  - Mirosław Szumiło, polski historyk, wykładowca akademicki
  - Tara Teigen, kanadyjska snowboardzistka
- 1976:
  - Shinobu Asagoe, japońska tenisistka
  - Bair Badionow, rosyjski łucznik
  - Kateřina Holubcová, czeska biathlonistka
  - Piotr Przyborek, polski duchowny rzymskokatolicki, biskup pomocniczy gdański
  - Hans Sarpei, ghański piłkarz
  - Satam al-Suqami, saudyjski terrorysta (zm. 2001)
  - Seth Wescott, amerykański snowboardzista
- 1977:
  - Lindsay Lee-Waters, amerykańska tenisistka
  - Dóra Lőwy, węgierska piłkarka ręczna
  - Mark Stoermer, amerykański basista, członek zespołu The Killers
  - Łukasz Surma, polski piłkarz
- 1978:
  - Surina de Beer, południowoafrykańska tenisistka
  - Michal Biran, izraelska politolog, polityk
  - Katarzyna Jungowska, polska aktorka, reżyserka
  - Rafał Kołaciński, polski kompozytor, producent muzyczny
  - Jarosław Rabczenko, polski samorządowiec, członek zarządu województwa dolnośląskiego
- 1979:
  - Sanja Bogosavljević, serbska piosenkarka
  - Felicia Day, amerykańska aktorka, piosenkarka, pisarka, streamerka
  - Alejandro Lago, urugwajski piłkarz
  - Tim McCord, amerykański gitarzysta basowy, członek zespołu Evanescence
  - Radosław Parda, polski polityk, poseł na Sejm RP
- 1980:
  - Maurizio Domizzi, włoski piłkarz
  - Jo’aw Donat, izraelski aktor
  - Luis Ignacio González, meksykański piłkarz
  - Birger Maertens, belgijski piłkarz
  - Jevgeni Novikov, estoński piłkarz
  - Flávio Saretta, brazylijski tenisista
  - Rodney White, amerykański koszykarz
- 1981:
  - Wojciech Czerwiński, polski aktor
  - Tiffany Hopkins, francuska aktorka pornograficzna
  - Wasil Kiryjenka, białoruski kolarz szosowy i torowy
  - Guillermo Martínez, kubański lekkoatleta, oszczepnik
  - Mustafa Najem, ukraiński dziennikarz i prezenter telewizyjny, polityk pochodzenia pasztuńskiego
  - Brandon Phillips, amerykański baseballista
  - Aarthie Ramaswamy, indyjska szachistka, sędzia szachowa
  - Baszir Sajed, emiracki piłkarz
  - Mara Santangelo, włoska tenisistka
  - Tomonobu Shimizu, japoński bokser
  - Mateusz Wagemann, polski prawnik, polityk, wicewojewoda zachodniopomorski
- 1982:
  - Rorys Aragón, ekwadorski piłkarz, bramkarz
  - Ibrahim Camejo, kubański lekkoatleta, skoczek w dal
  - Dwayne Leo, grenadyjski piłkarz
  - Tomisław Paczowski, macedoński piłkarz, bramkarz
  - Władimir Potkin, rosyjski szachista
- 1983:
  - Nikolas Antunes, brazylijski aktor, model
  - Juraj Halenár, słowacki piłkarz (zm. 2018)
  - Dmitrij Jakowienko, rosyjski szachista
  - Kim Young-kwang, południowokoreański piłkarz, bramkarz
  - Dorge Kouemaha, kameruński piłkarz
  - Thomas Nigg, liechtensteiński piłkarz
  - Aleksiej Pietuchow, rosyjski biegacz narciarski
  - Jörg Ritzerfeld, niemiecki skoczek narciarski
- 1984:
  - Michael Fraser, kanadyjski koszykarz
  - Isabell Klein, niemiecka piłkarka ręczna
  - Urszula Nęcka, polska lekkoatletka, biegaczka długodystansowa
  - Andrij Piatow, ukraiński piłkarz, bramkarz
- 1985:
  - Arturo Álvarez, salwadorski piłkarz
  - Katarzyna Borowicz, polska dziennikarka, zdobywczyni tytułu Miss Polonia
  - Nina Bratczikowa, rosyjska tenisistka
  - Choi Gyu-jin, południowokoreański zapaśnik
  - Ahmed Kantari, marokański piłkarz
  - Anselmo Moreno, panamski bokser
  - Karolina Różycka, polska siatkarka
- 1986:
  - Matthew Abood, australijski pływak
  - Siraba Dembélé, francuska piłkarka ręczna
  - Shūji Endō, japoński skoczek narciarski
  - Petar Nenadić, serbski piłkarz ręczny
- 1987:
  - Bartosz Diduszko, polski koszykarz
  - Ayaka Kikuchi, japońska łyżwiarka szybka
  - Karin Knapp, włoska tenisistka
  - Kim Renkema, holenderska siatkarka
  - Bogdan Stancu, rumuński piłkarz
  - Agnes Szatmari, rumuńska tenisistka
  - Emily Taylor, brytyjska wioślarka
- 1988:
  - Agata Bednarek, polska lekkoatletka, sprinterka
  - Kevin Korona, niemiecki bobsleista
  - Nikołaj Michajłow, bułgarski piłkarz, bramkarz
  - Alina Orlova, litewska kompozytorka
  - Katarzyna Płonka, polska lekkoatletka, trójskoczkini
- 1989:
  - Ronny Fredrik Ansnes, norweski biegacz narciarski (zm. 2018)
  - Sergio Asenjo, hiszpański piłkarz, bramkarz
  - Joshua Dunkley-Smith, australijski wioślarz
  - Joe Kovacs, amerykański lekkoatleta, kulomiot pochodzenia wegierskiego
  - Lotta Lepistö, fińska kolarka szosowa
  - Nicole Rottmann, austriacka tenisistka
  - Aleksandr Sapieta, rosyjski piłkarz
  - Tomasz Ziętek, polski aktor, gitarzysta, wokalista, członek zespołów: The Fruitcakes i The Ape Man Tales
- 1990:
  - Kateryna Dorohobuzowa, ukraińska koszykarka
  - Erko Jun, bośniacki kulturysta, zawodnik MMA, trener personalny
  - Nicholas Purcell, amerykański aktor
  - Jasmine Richards, kanadyjska aktorka, piosenkarka
- 1991:
  - Kevin De Bruyne, belgijski piłkarz
  - Aderinsola Habib Eseola, ukraiński piłkarz pochodzenia nigeryjskiego
  - Kang Min-hyuk, południowokoreański aktor, perkusista, wokalista, autor tekstów, członek zespołu CNBlue
  - Anżelika Sidorowa, rosyjska lekkoatletka, tyczkarka
- 1992:
  - Oscar Hiljemark, szwedzki piłkarz
  - Ayla Kisiel, polska lekkoatletka, sprinterka
  - Elaine Thompson-Herah, jamajska lekkoatletka, sprinterka
- 1993:
  - Bradley Beal, amerykański koszykarz
  - Karolína Olšarová, czeska szachistka
- 1994:
  - Anastasija Blizniuk, rosyjska gimnastyczka artystyczna
  - Trévor Clévenot, francuski siatkarz
  - Anisz Giri, holenderski szachista pochodzenia rosyjsko-nepalskiego
  - Husajn, jordański książę, następca tronu
- 1995:
  - Matheus Biteco, brazylijski piłkarz (zm. 2016)
  - Clayton Custer, amerykański koszykarz
  - Jason Denayer, belgijski piłkarz pochodzenia kongijskiego
  - Adama Traoré, malijski piłkarz
- 1996:
  - Demarai Gray, angielski piłkarz pochodzenia jamajskiego
  - Milot Rashica, kosowski piłkarz
  - Donna Vekić, chorwacka tenisistka
- 1997:
  - Alexandra Anghel, rumuńska zapaśniczka
  - Aleix García, hiszpański piłkarz
  - Jean-Philippe Mateta, francuski piłkarz
  - Shakur Stevenson, amerykański bokser
- 1998:
  - Nadine Fest, austriacka narciarka alpejska
  - Pedro Gonçalves, portugalski piłkarz
  - Piotr Jarosiewicz, polski piłkarz ręczny
  - Edvinas Kloniūnas, litewski piłkarz
  - Kevin Rivera, kostarykański kolarz szosowy
  - Óscar Rodríguez, hiszpański piłkarz
- 1999 – Markéta Vondroušová, czeska tenisistka
- 2000 – Peter Resinger, austriacki skoczek narciarski
- 2001 – Bryan Reynolds, amerykański piłkarz
- 2002:
  - Natsumi Kawaguchi, japońska tenisistka
  - Marta Kostiuk, ukraińska tenisistka
- 2003 – Brandon Aguilera, kostarykański piłkarz
- 2004:
  - Franculino Djú, piłkarz z Gwinei Bissau
  - Dominika Šalková, czeska tenisistka
  - Oliwier Zych, polski piłkarz, bramkarz
- 2005:
  - Tom Bischof, niemiecki piłkarz
  - Bryce Kloc, amerykański skoczek narciarski
- 2006 – Liam Davies, walijski snookerzysta

## Zmarli
- 548 – Teodora, cesarzowa wschodniorzymska (ur. ok. 500)
- 572 – Alboin, król Longobardów (ur. ?)
- 767 – Paweł I, papież, święty (ur. ?)
- 928 – Ludwik III Ślepy, król Prowansji i Włoch (ur. 880)
- 1022 – Notker Labeo, niemiecki benedyktyn, astronom, filolog, poeta, filozof, muzykolog, teolog (ur. ok. 950)
- 1119 – Roger z Salerno, włoski krzyżowiec, regent Księstwa Antiochii (ur. ?)
- 1154 – Ermengol VI, hrabia Urgell (ur. 1096)
- 1174 – Andrzej I Bogolubski, książę włodzimierski (ur. ok. 1111)
- 1194 – Xiaozong, cesarz Chin (ur. 1127)
- 1250 – Jan Parenti, włoski franciszkanin, generał zakonu (ur. ?)
- 1385 – Andronik IV Paleolog, cesarz bizantyński (ur. 1348)
- 1389:
  - Łazarz I Hrebeljanović (lub 15 czerwca 1389), książę Serbii, święty prawosławny (ur. 1329)
  - Murad I, sułtan Imperium Osmańskiego (ur. 1326)
- 1385 – Albrecht Askańczyk, książę Brunszwik-Lüneburga (ur. ?)
- 1392 – Wigunt Aleksander, książę kierniowski (ur. ?)
- 1406 – Zofia Warcisławówna, księżniczka wołogoska, bardowska i rugijska, księżna brunszwicko-lüneburska (ur. 1376?)
- 1419 – Amadeo di Saluzzo, włoski kardynał (ur. 1361)
- 1509 – Jan Filipec, czeski duchowny katolicki, biskup wielkowaradyński, administrator diecezji ołomunieckiej, biskup sufragan wrocławski, błogosławiony (ur. 1431)
- 1532 – Pompeo Colonna, włoski kardynał (ur. 1479)
- 1570 – Francesco Pisani, włoski kardynał (ur. 1494)
- 1586 – Primož Trubar, słoweński duchowny protestancki, pisarz (ur. 1508)
- 1598 – Abraham Ortelius, flamandzki geograf, kartograf, historyk (ur. 1527)
- 1607 – Domenico Fontana, szwajcarski architekt (ur. 1543)
- 1639 – Jan Wojciech Rakowski, wojewoda witebski, wojewoda brzeskolitewski, podskarbi nadworny litewski, dyplomata (ur. ?)
- 1645 – Johann Arbogast von Annenberg, austriacki arystokrata, pułkownik, starosta hrabstwa kłodzkiego (ur. ?)
- 1649 – Gioacchino Assereto, włoski malarz (ur. 1600)
- 1654 – Jan Southworth, angielski duchowny katolicki, męczennik, święty (ur. ok. 1592)
- 1663 – Giulio Cesare Sacchetti, włoski kardynał (ur. 1586)
- 1681 – Marie Angélique de Scorailles, francuska arystokratka (ur. 1661)
- 1708 – Melchor de Liñán y Cisneros, hiszpański duchowny katolicki, arcybiskup Limy, prymas i wicekról Peru (ur. 1629)
- 1714 – Daniel Papebroch, flamandzki jezuita, uczony (ur. 1628)
- 1716 – George FitzRoy, brytyjski arystokrata (ur. 1665)
- 1724 – Orazio Filippo Spada, włoski duchowny katolicki, biskup Osimo, nuncjusz apostolski, kardynał (ur. 1659)
- 1730 – Joachim Bouvet, francuski jezuita, misjonarz, uczony (ur. 1656)
- 1736 – Chrystian, książę Saksonii-Weißenfels (ur. 1682)
- 1738 – Anna Aloysia Esterle, austriacka hrabianka (ur. ?)
- 1745:
  - Antoine Forqueray, francuski kompozytor, gambista, kapelmistrz królewski (ur. 1672)
  - Giovanni Maria delle Piane, włoski malarz (ur. 1660)
- 1756 – François-Armand-Auguste de Rohan-Soubise-Ventadour, francuski duchowny katolicki, biskup Strasburga, kardynał (ur. 1717)
- 1757 – Zofia Dorota Hanowerska, królowa Prus (ur. 1687)
- 1788 – Johann Christoph Vogel, niemiecki kompozytor (ur. 1756)
- 1790 – Mojżesz (Putnik), serbski biskup prawosławny (ur. 1728)
- 1794:
  - Karol Boscamp-Lasopolski, polski dyplomata, awanturnik, rosyjski szpieg pochodzenia holenderskiego (ur. ?)
  - Antoni Stanisław Czetwertyński-Światopełk, książę kasztelan przemyski, marszałek konfederacji targowickiej (ur. 1748)
  - Ignacy Jakub Massalski, polski duchowny katolicki, biskup wileński (ur. 1727)
  - Marceli Piętka, polski urzędnik, rosyjski szpieg (ur. ?)
  - Mateusz Roguski, polski urzędnik, rosyjski szpieg (ur. ?)
  - Michał Wulfers, polski prawnik, adwokat (ur. 1765)
- 1795:
  - Maciej Choe In-gil, koreański męczennik i błogosławiony katolicki (ur. 1765)
  - Saba Ji Hwang, koreański męczennik i błogosławiony katolicki (ur. 1767)
  - Paweł Yun Yu-il, koreański męczennik i błogosławiony katolicki (ur. 1760)
- 1800 – Jeongjo, władca Korei (ur. 1752)
- 1801:
  - Martin Johann Schmidt, austriacki malarz (ur. 1718)
  - Francis Wheatley, brytyjski malarz (ur. 1747)
- 1808 – Ann Brunton Merry, brytyjsko-amerykańska aktorka (ur. 1769)
- 1812 – Jan Nepomucen Dobrzycki, polski szlachcic, polityk (ur. 1755)
- 1813:
  - Gerhard von Scharnhorst, pruski generał (ur. 1755)
  - Jan Chrystian Szuch, niemiecki architekt, ogrodnik (ur. 1752)
- 1816 – Józef Grimaldi, członek monakijskiej rodziny książęcej (ur. 1763)
- 1822 – Francis Seymour-Conway, brytyjski arystokrata, polityk (ur. 1743)
- 1826 – Friedrich August Marschall von Bieberstein, niemiecki przyrodnik, odkrywca (ur. 1768)
- 1830 – David Walker, amerykański czarnoskóry abolicjonista (ur. ?)
- 1831 – Johann August Sack, pruski polityk (ur. 1764)
- 1832 – George Edward Mitchell, amerykański lekarz, polityk (ur. 1781)
- 1834 – Joseph Bové, rosyjski architekt pochodzenia włoskiego (ur. 1784)
- 1836 – James Madison, amerykański polityk, prezydent USA (ur. 1751)
- 1838 – Friedrich Accum, niemiecki chemik (ur. 1769)
- 1845 – José María Magallón y Armendáriz, hiszpański arystokrata, dyplomata (ur. 1763)
- 1847 – Wincencja Gerosa, włoska zakonnica, święta (ur. 1784)
- 1848 – Jean-Baptiste Debret, francuski malarz (ur. 1768)
- 1852 – Wilhelm von Hisinger, szwedzki chemik, geolog, mineralog (ur. 1766)
- 1855 – FitzRoy Somerset, brytyjski arystokrata, wojskowy, polityk (ur. 1788)
- 1862 – Piotr Śliwicki, rosyjski podporucznik pochodzenia ukraińskiego (ur. 1841)
- 1866 – Guglielmo Gasparrini, włoski botanik (ur. 1803)
- 1873 – Andrzej (Șaguna), rumuński biskup prawosławny, metropolita Siedmiogrodu i Węgier, święty (ur. 1809)
- 1876 – August Wilhelm Ambros, czeski kompozytor, historyk muzyki (ur. 1816)
- 1879 – Edward Tomasz Massalski, polski pisarz (ur. 1799)
- 1880 – Texas Jack Omohundro, amerykański kowboj, zwiadowca (ur. 1846)
- 1881 – Jules Dufaure, francuski polityk, premier Francji (ur. 1798)
- 1883 – Frédéric Flachéron, francuski pionier fotografii (ur. 1813)
- 1889 – Maria Mitchell, amerykańska astronom (ur. 1818)
- 1892 – Harry Atkinson, nowozelandzki polityk, premier Nowej Zelandii (ur. 1831)
- 1895:
  - Władysław Jażdżewski, polski adwokat, archeolog (ur. 1835)
  - Jan Koehler, polski aktor, śpiewak operowy (baryton) (ur. 1822 lub 26)
- 1900:
  - Maria Du Zhao, chińska męczennica i święta katolicka (ur. 1849)
  - Maria Fan Kun, chińska męczennica i święta katolicka (ur. 1884)
  - Maria Qi Yu, chińska męczennica i święta katolicka (ur. 1885)
  - Paul Trouillebert, francuski malarz (ur. 1829)
  - Łucja Wang Cheng, chińska męczennica i święta katolicka (ur. 1882)
  - Maria Zheng Xu, chińska męczennica i święta katolicka (ur. ok. 1889)
- 1901 – Ferdynand Weigel, polski adwokat, polityk, prezydent Krakowa (ur. 1826)
- 1905 – Napoleon Milicer, polski chemik, pedagog (ur. 1842)
- 1911:
  - Abraham Abraham, amerykański przedsiębiorca, filantrop pochodzenia żydowskiego (ur. 1843)
  - Archyp Tesłenko, ukraiński pisarz (ur. 1882)
- 1913 – Manuel Ferraz de Campos Sales, brazylijski posiadacz ziemski, prawnik, polityk, prezydent Brazylii (ur. 1841)
- 1914:
  - Camillo Boito, włoski architekt, inżynier, krytyk i historyk sztuki, pisarz (ur. 1836)
  - Franciszek Ferdynand Habsburg, austriacki arcyksiążę, następca tronu (ur. 1863)
  - Zofia von Chotek, czeska hrabianka, żona Franciszka Ferdynanda (ur. 1868)
- 1915 – Karl Kraepelin, niemiecki przyrodnik (ur. 1848)
- 1918 – René Montrion, francuski pilot wojskowy, as myśliwski (ur. 1896)
- 1919 – Petro Bołboczan, ukraiński pułkownik (ur. 1883)
- 1920:
  - Leon Ćwikła, polski wachmistrz (ur. 1898)
  - Kazimierz Kunicki, polski podporucznik pilot (ur. 1898)
  - Maria Jan Przyjemski, polski duchowny mariawicki (ur. 1868)
- 1921 – Charles Joseph Bonaparte, amerykański prawnik, polityk pochodzenia francuskiego (ur. 1851)
- 1922:
  - Wielimir Chlebnikow, rosyjski prozaik, poeta, futurysta (ur. 1885)
  - George Helmore, nowozelandzki rugbysta (ur. 1862)
- 1923:
  - Joachim Maciejczyk, polski franciszkanin, prowincjał (ur. 1842)
  - Devawongse Varoprakar, tajski książę, polityk (ur. 1858)
- 1924 – Johannes Nikel, niemiecki duchowny katolicki, biblista (ur. 1863)
- 1926 – William Archibald, australijski polityk (ur. 1850)
- 1928:
  - Jakub Kestenberg, polski przemysłowiec pochodzenia żydowskiego (ur. 1862)
  - Alfonsas Petrulis, litewski duchowny katolicki, dziennikarz (ur. 1873)
- 1929:
  - Edward Carpenter, brytyjski poeta, prozaik, filozof (ur. 1844)
  - Henryk Mierzejewski, polski inżynier, wykładowca akademicki (ur. 1881)
- 1930 – Juan Antonio Benlliure y Gil, hiszpański malarz portrecista (ur. 1859)
- 1931 – Innocenty (Figurowski), rosyjski biskup prawosławny (ur. 1863)
- 1932:
  - Enrique Laygo, filipiński pisarz, dziennikarz (ur. 1897)
  - Maironis, litewski duchowny katolicki, teolog, filozof, poeta, dramaturg (ur. 1862)
  - Sibylle Gabrielle Riquetti de Mirabeau, francuska pisarka (ur. 1849)
- 1935 – Róża Benzefowa, polska pianistka pochodzenia żydowskiego (ur. 1885)
- 1936 – Aleksander Berkman, rosyjski pisarz, anarchista, zamachowiec pochodzenia żydowskiego (ur. 1870)
- 1937 – Max Adler, austriacki prawnik, socjolog, filozof, wykładowca akademicki, działacz socjalistyczny (ur. 1873)
- 1938 – Artiemij Lubowicz, radziecki polityk (ur. 1880)
- 1939 – George Burnham, amerykański bankier, polityk (ur. 1868)
- 1940:
  - Italo Balbo, włoski pilot, twórca i marszałek włoskiego lotnictwa wojskowego, polityk faszystowski (ur. 1896)
  - Ferdinando Minoia, włoski kierowca wyścigowy (ur. 1884)
  - Paweł Romocki, polski polityk, minister komunikacji (ur. 1880)
- 1941:
  - Wasyl Barany, ukraiński polityk, senator RP (ur. 1880)
  - Ignacy Dąbrowski, polski adwokat, działacz ruchu oporu (ur. 1900)
  - Petro Franko, ukraiński pedagog, pisarz, pilot wojskowy (ur. 1890)
  - Leonid Iwanow, radziecki pilot wojskowy (ur. 1909)
- 1942:
  - Frank Hughes, amerykański strzelec sportowy (ur. 1881)
  - Janka Kupała, białoruski poeta, dramaturg, publicysta, działacz narodowy (ur. 1882)
  - Elpidius Markötter, niemiecki duchowny katolicki, franciszkanin, ofiara nazizmu (ur. 1911)
  - Czesław Tomasik, polski inżynier budowlany, harcmistrz, instruktor harcerski (ur. 1906)
- 1943:
  - Wacław Oyrzanowski, polski starszy sierżant mechanik (ur. 1903)
  - Ladislav Vácha, czeski gimnastyk (ur. 1899)
- 1944:
  - Julia Buniowska, polska Służebnica Boża (ur. 1924)
  - Friedrich Dollmann, niemiecki generał pułkownik (ur. 1882)
  - Wiktor Leselidze, radziecki podpułkownik (ur. 1907)
- 1945 – Stanisław Winter, polski kapitan piechoty, cichociemny, żołnierz AK (ur. 1908)
- 1946 – Zdzisław Badocha, polski żołnierz AK (ur. 1923)
- 1948:
  - Ludwik Jaxa-Bykowski, polski biolog (ur. 1881)
  - Leonid Ramzin, rosyjski inżynier (ur. 1887)
- 1949:
  - Laurits Larsen, duński strzelec sportowy (ur. 1872)
  - Endel Redlich, estoński partyzant antykomunistyczny (ur. 1923)
- 1950:
  - Michaił Buksztynowicz, radziecki generał porucznik (ur. 1892)
  - Makary II, cypryjski duchowny prawosławny, arcybiskup Nowej Justyniany i całego Cypru (ur. 1870)
- 1951 – Maria Pia Mastena, włoska zakonnica, błogosławiona (ur. 1881)
- 1952 – Carl-Dietrich von Trotha, niemiecki prawnik, ekonomista, wykładowca akademicki, działacz antynazistowski (ur. 1907)
- 1955:
  - Grigorij Gamburcew, rosyjski geofizyk, sejsmolog (ur. 1903)
  - Haakon Lind, norweski bokser (ur. 1906)
- 1956 – Jerzy Buyno, polski porucznik, cichociemny, nauczyciel (ur. 1906)
- 1959 – August Flak, polski działacz komunistyczny (ur. 1895)
- 1961:
  - Arthur Allers, norweski żeglarz sportowy (ur. 1875)
  - Maneca, brazylijski piłkarz (ur. 1926)
- 1962:
  - John Boling, amerykański kierowca wyścigowy (ur. 1895)
  - Mickey Cochrane, amerykański baseballista (ur. 1903)
  - Siegfried Noffke, Niemiec, ofiara muru berlińskiego (ur. 1939)
- 1967 – Oskar Maria Graf, niemiecki pisarz, anarchista (ur. 1894)
- 1969 – Francis Guerrier, francuski pilot wojskowy, as myśliwski (ur. 1896)
- 1971:
  - Robert Walter Johnson, amerykański lekarz, trener, działacz sportowy (ur. 1899)
  - Wasyl Kuczabski, ukraiński historyk, publicysta, polityk (ur. 1895)
  - Franz Stangl, austriacki funkcjonariusz w obozach zagłady, zbrodniarz nazistowski (ur. 1908)
- 1972 – Louis Wolff, amerykański kardiolog (ur. 1898)
- 1973 – Jean-Ernest Ménard, francuski duchowny katolicki, biskup Rodez (ur. 1910)
- 1974:
  - Vannevar Bush, amerykański wynalazca, teoretyk informatyki (ur. 1890)
  - Karol Skupin, polski duchowny rzymskokatolicki (ur. 1889)[3]
- 1975:
  - Konstandinos Doksiadis, grecki architekt, urbanista (ur. 1913)
  - Adolf Ert, niemiecki działacz nazistowski i antykomunistyczny, pisarz, publicysta (ur. 1902)
  - Rod Serling, amerykański aktor, reżyser, scenarzysta pochodzenia żydowskiego (ur. 1924)
  - Michaił Szumiłow, radziecki generał pułkownik (ur. 1895)
- 1976:
  - Stanley Baker, brytyjski aktor, producent filmowy (ur. 1928)
  - Jakow Zak, rosyjski pianista, pedagog (ur. 1913)
- 1977:
  - Janusz Teodor Dybowski, polski dramaturg, prozaik (ur. 1909)
  - Magda Lupescu, Rumunka, konkubina króla Rumunii Karola II, a po jego abdykacji żona (ur. 1895)
- 1978:
  - Knut Eberding, niemiecki generał (ur. 1895)
  - Wincenty Krzywiec, polski pułkownik saperów (ur. 1894)
  - Prvoslav Mihajlović, serbski piłkarz, trener (ur. 1921)
- 1979:
  - Holless Wilbur Allen, amerykański wynalazca łuku bloczkowego (ur. 1909)
  - Paul Dessau, niemiecki dyrygent, kompozytor (ur. 1894)
- 1980:
  - Helen Gahagan Douglas, amerykańska aktorka, polityk (ur. 1900)
  - José Iturbi, hiszpański dyrygent, pianista (ur. 1895)
- 1981:
  - Mohammad Beheszti, irański ajatollah, pisarz, polityk (ur. 1928)
  - Terry Fox, kanadyjski lekkoatleta, działacz na rzecz walki z nowotworami (ur. 1958)
- 1982:
  - Seweryna Broniszówna, polska aktorka pochodzenia żydowskiego (ur. 1891)
  - Wiesław Maniak, polski lekkoatleta, sprinter (ur. 1938)
- 1983 – Alf Francis, polsko-brytyjski inżynier, projektant, mechanik (ur. 1918)
- 1984:
  - Claude Chevalley, francuski matematyk (ur. 1909)
  - John Christian, burmistrz Pitcairn (ur. 1895)
  - Jigael Jadin, izraelski generał porucznik, archeolog, polityk (ur. 1917)
- 1985 – Marija Bryncewa, radziecka polityk (ur. 1906)
- 1987:
  - Lew Milczin, radziecki reżyser filmów animowanych, dyrektor artystyczny (ur. 1920)
  - Franciszek Szymiczek, polski historyk (ur. 1911)
  - Janusz Zawisza, polski ichtiolog (ur. 1916)
- 1990 – Tadeusz Piszczkowski, polski historyk emigracyjny (ur. 1904)
- 1991:
  - Bogusław Bobrański, polski chemik, farmaceuta, wykładowca akademicki (ur. 1904)
  - Jakub Kolano, polski rzemieślnik, działacz polityczny (ur. 1912)
  - Hans Nüsslein, niemiecki tenisista (ur. 1910)
- 1992 – Michaił Tal, łotewski szachista pochodzenia żydowskiego (ur. 1936)
- 1993:
  - GG Allin, amerykański muzyk i wokalista punkrockowy (ur. 1956)
  - Gudrun Brost, szwedzka aktorka (ur. 1910)
- 1994:
  - Jan Frey-Bielecki, polski generał dywizji pilot (ur. 1916)
  - Edward Hantulik, polski malarz (ur. 1949)
  - Tadeusz Nawrolski, polski archeolog (ur. 1945)
- 1995 – Mauro Raphael, brazylijski piłkarz (ur. 1933)
- 1997 – Friedrich von Mellenthin, niemiecki generał (ur. 1904)
- 1998 – Wilhelmina Skulska-Kruczkowska, polska dziennikarka, publicystka (ur. 1918)
- 2000:
  - Lidia Rybotycka-Zaremba, polska aktorka i reżyserka teatru lalek (ur. 1928)
  - Józef Tischner, polski duchowny katolicki, filozof (ur. 1931)
- 2001:
  - Piotr Brol, polski piłkarz, bramkarz (ur. 1944)
  - Thaddeus Vincent Tuleja, polsko-amerykański historyk, działacz polonijny (ur. 1917)
- 2002:
  - Władysław Grotyński, polski piłkarz (ur. 1945)
  - Joanna Pollakówna, polska poetka (ur. 1939)
- 2003
  - Stanisław Łukawski, polski przewodnik turystyczny (ur. 1912)
  - Wim Slijkhuis, holenderski lekkoatleta, średnio- i długodystansowiec (ur. 1923)
- 2004 – Lidia Smyczyńska, polska dziennikarka, wydawczyni (ur. 1935)
- 2006:
  - Fabián Bielinsky, argentyński reżyser filmowy pochodzenia żydowskiego (ur. 1959)
  - Theodore Levitt, amerykański ekonomista (ur. 1925)
  - Kazimierz Seko, polski fotograf (ur. 1917)
- 2007:
  - Ana Domeyko, chilijska działaczka społeczna pochodzenia polskiego (ur. 1902)
  - Kiichi Miyazawa, japoński polityk, premier Japonii (ur. 1919)
- 2008:
  - Douglas Bennett, kanadyjski kajakarz, kanadyjkarz (ur. 1918)
  - Rusłana Korszunowa, kazachska modelka pochodzenia rosyjskiego (ur. 1987)
- 2009:
  - Billy Mays, amerykański aktor, komik (ur. 1958)
  - Łucja Ośko, polska montażystka filmowa (ur. 1927)
- 2010:
  - Robert Byrd, amerykański polityk (ur. 1917)
  - Nicolas Hayek, szwajcarsko-libański przedsiębiorca (ur. 1928)
  - Czesław Zięba, polski wynalazca, inżynier (ur. 1933)
- 2011 – Giorgio Bernardin, włoski piłkarz (ur. 1928)
- 2012:
  - Mikal Kirkholt, norweski biegacz narciarski (ur. 1920)
  - Wiesław Tłaczała, polski inżynier elektronik (ur. 1945)
- 2013:
  - Mirosław Stroczyński, polski górnik, związkowiec (ur. 1958)
  - Silvi Vrait, estońska piosenkarka (ur. 1951)
- 2014 – Jerzy Puciata, polski malarz (ur. 1933)
- 2015 – Jope Seniloli, fidżyjski polityk (ur. 1939)
- 2016:
  - Frederick Gilroy, północnoirlandzki bokser (ur. 1936)
  - André Guelfi, francuski kierowca wyścigowy (ur. 1919)
  - Joseph Atsumi Misue, japoński duchowny katolicki, biskup Hiroszimy (ur. 1936)
  - Scotty Moore, amerykański gitarzysta rock’n’rollowy (ur. 1931)
- 2017:
  - Agata Drozdowska, polska kostiumograf filmowa (ur. 1983)
  - Szymon (Romańczuk), polski duchowny prawosławny, arcybiskup łódzki i poznański (ur. 1936)
  - Barbara Zientarska, polska inżynier, działaczka opozycji antykomunistycznej (ur. 1942)
- 2018:
  - Goran Bunjevčević, serbski piłkarz (ur. 1973)
  - Christine Nöstlinger, austriacka dziennikarka, pisarka, autorka książek dla dzieci (ur. 1936)
- 2019:
  - Andrzej Klawitter, polski pisarz, aforysta, satyryk, autor słuchowisk radiowych (ur. 1952)
  - Lisa Martinek, niemiecka aktorka (ur. 1972)
- 2020:
  - Marián Čišovský, słowacki piłkarz (ur. 1979)
  - Louis Mahoney, brytyjski aktor (ur. 1938)
  - Abdusamad Samijew, tadżycki filozof, wykładowca akademicki (ur. 1948)
- 2021:
  - Vera Nikolić, serbska lekkoatletka, biegaczka średniodystansowa (ur. 1948)
  - Elżbieta Stengert, polska śpiewaczka operowa, pedagog (ur. 1958)
- 2022:
  - Cüneyt Arkın, turecki aktor (ur. 1937)
  - Martin Bangemann, niemiecki prawnik, polityk, minister gospodarki, eurodeputowany (ur. 1934)
  - Massimo Consolati, włoski bokser (ur. 1937)
  - Deborah James, brytyjska dziennikarka (ur. 1981)
  - Hiszam Rustum, tunezyjski aktor (ur. 1947)
- 2023:
  - Mieczysław Borowczyk, polski polityk, poseł na Sejm PRL (ur. 1937)
  - Christo Drumew, bułgarski brydżysta (ur. 1932)
  - Sue Johanson, kanadyjska terapeutka seksualna, pisarka (ur. 1930)
- 2024:
  - Jim Barrows, amerykański narciarz alpejski (ur. 1944)
  - Orlando Cepeda, portorykański baseballista (ur. 1937)
  - Konstandinos Gondikas, grecki prawnik, polityk, eurodeputowany (ur. 1934)
  - Yves Herbet, francuski piłkarz, trener (ur. 1945)
  - Mohamed Osman Jawari, somalijski prawnik, polityk, przewodniczący Parlamentu, p.o. prezydenta Somalii (ur. 1945)
  - Olegário Tolóí de Oliveira, brazylijski piłkarz, trener (ur. 1939)
- 2025:
  - Dymitr (Dikbasanis), grecki duchowny prawosławny, metropolita Gjirokastry (ur. 1940)
  - Ihor Kałyneć, ukraiński poeta, prozaik, więzień polityczny (ur. 1939)
  - Tomira Kowalik, polska aktorka (ur. 1947)
  - Alicja Lis, polska nauczycielka, polityk, posłanka na Sejm RP (ur. 1947)
  - Tigran Nalbandian, ormiański szachista (ur. 1975)
  - Dave Parker, amerykański baseballista (ur. 1951)